# Сугита, Юити
Юити Сугита (яп. 杉田 祐 Сугита Юити, ромадзи: Yūichi Sugita; род. 18 сентября 1988, Сендай) — японский теннисист; победитель одного турнира ATP в одиночном разряде.

## Общая информация
Отца Юити зовут Юко; мать — Синак; есть сестры — Акико и Канако.
Начал играть в теннис в возрасте семи лет вместе с мамой. Любимая поверхность — трава. Кумиром в мире тенниса в детстве был Роджер Федерер.

## Спортивная карьера

### 2006—2016

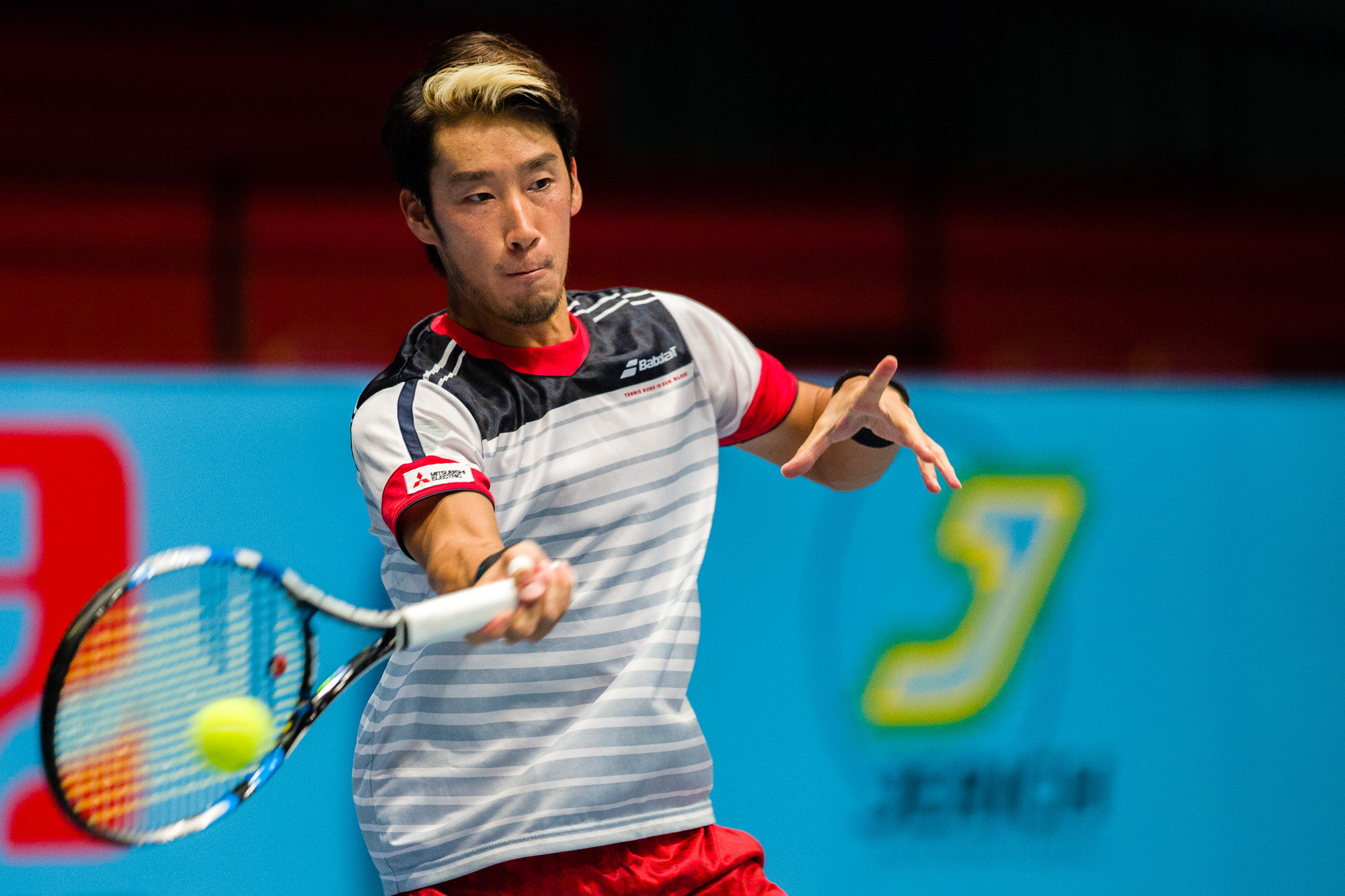
На турнире в Вене 2016 года

Первую победу на турнире серии «фьючерс» одержал в 2006 году. В 2007 году она впервые сыграл за сборную Японии в отборочных матчах Кубка Дэвиса. Через год (в 2008) Сугита победил на пяти «фьючерсах» и дебютировал в ATP-туре, сыграв в основной сетке турнира в Токио. В марте 2010 года выигрывает свой первый турнир из серии «челленджер» в Киото. В январе 2011 года, пробившись через квалификацию на турнир в Ченнае, выиграл Дастина Брауна и вышел в итоге во второй раунд. Через год на этом же турнире Юити впервые покорилась стадия четвертьфинала, для чего он, начиная с квалификации, выиграл пять встреч подряд в том числе игроков топ-100: Оливье Рохуса и Лу Яньсюня. В сентябре 2013 года Сугита выиграл «челленджер» в Шанхае. После многочисленных попыток сыграть в основной сетке на турнирах серии Большого шлема в июне 2014 года Юити наконец-то удалось пройти квалификационный отбор на Уимблдонский турнир. В первом раунде он на тай-брейках уступил испанцу Фелисиано Лопесу. В октябре того же года выиграл «челленджер» в Пуне.
В 2015 году Сугита снова смог пройти через квалификацию на Уимблдон, где проиграл, как и год назад, в первом раунде. Осенью он смог выиграть два «челленджера» в Таиланде. В начале 2016 года он прошёл квалификацию ещё на один Большой шлем — Открытый чемпионат Австралии. В феврале Сугита выиграл «челленджер» в Киото и после этого смог впервые поднять в топ-100 мирового рейтинга. Летом он сыграл Олимпиаде в Рио-де-Жанейро, где проиграл во втором раунде. Затем японец смог через квалификацию пройти на турнир серии Мастерс в Цинциннати. Сугита обыграл в первом раунде молодого Александра Зверев, а затем опытного Николя Маю и прошёл в третий раунд, в котором проиграл Милошу Раоничу. Однако сезон он завершил за пределами топ-100.

### 2017—2022 (первый титул в туре)

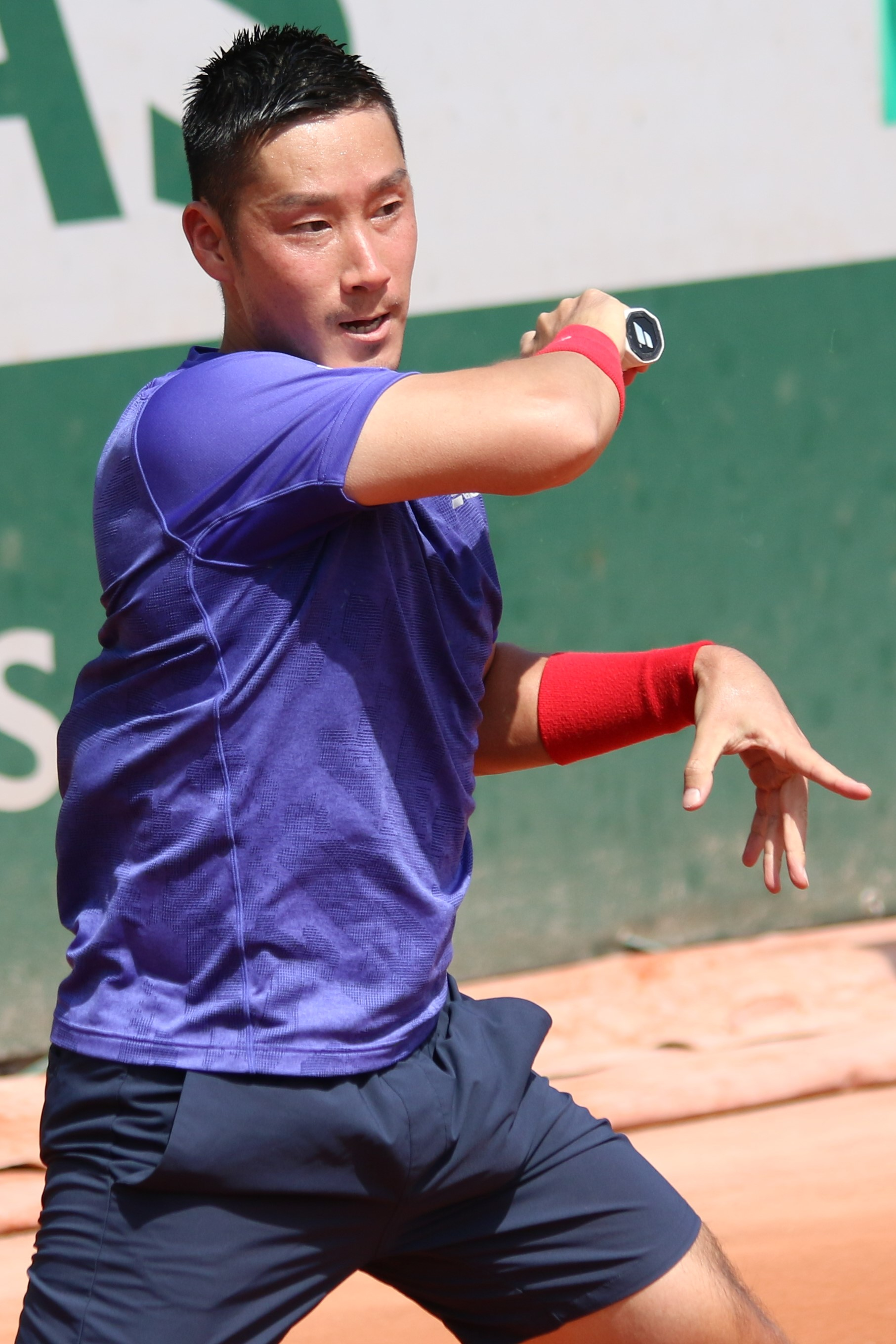
На Ролан Гаррос 2022 года

В марте 2017 года Сугита выиграл два «челленджера». В Иокогаме, (будучи первым сеянным турнира) японец в финале одержал победу над Квон Сунво из Кореи со счётом 6:4, 2:6, 7:6, а затем в китайский Шэньчжэне был посеян вторым, и снова сумел добиться успеха. В финале был обыгран словенский теннисист Блаж Кавчич со счётом 7:6, 6:4. Эти результаты позволили вернуть себе место в топ-100. В апреле Сугита в качестве лаки-лузера попал на грунтовый турнир в Барселоне и смог выйти в четвертьфинал. По пути к нему он смог обыграть достаточно сильных теннисистов (Томми Робредо, Ришара Гаске и Пабло Карреньо). В июне на траве Сугита смог добиться хороших результатов. В начале он выиграл «челленджер» в Сербитоне, а перед Уимблдоном смог добиться первого в карьере титула в Мировом туре. Сугита стал чемпионом нового в календаре турнира в Анталье. В решающем матче был обыгран француз Адриан Маннарино — 6:1, 7:6. Победа позволила японцу впервые войти в топ-50. На Уимблдонском турнире он впервые преодолел барьер первого раунда Большого шлема и во втором раунде вновь встретился с Маннарино и на этот раз француз смог взять реванш в пяти сетах.
В августе 2017 года Сугита удачно сыграл на Мастерсе в Цинциннати, где прошёл в четвертьфинал, обыграв Джека Сока, Жуана Соузу и Карена Хачанова. Дебютный в основе Открытый чемпионат США завершился во втором раунде. В октябре японец дошёл до полуфинала турнира в Чэнду, а затем до четвертьфинала в Токио. 9 октябре он поднялся на пиковую в карьере — 36-ю строчку в мировом рейтинге. До конца сезона Сугита вышел в ещё один четвертьфинал на зальном турнире в Стокгольме. По итогам сезона он занял 40-е место рейтинга.
На Открытом чемпионате Австралии 2018 года Сугита в первом раунде одержал первую победу в карьере над действующим игроком топ-10, обыграв Джека Сока в трёх сетах. Во втором раунде он проиграл в трудовом матче в пяти сетах (игра с Иво Карловичем длилась более четырёх с половиной часов, и закончилась в последнем сете при счёте 12:10 в пользу хорвата). В конце февраля Сугита вышел в 1/4 финала турнира в Дубае. Затем он выдал неудачную серию из десяти поражений подряд. В июне он сыграл ещё в одном четвертьфинале на турнире в Халле, обыграв для этого № 7 в мире Доминика Тима. Затем до конца сезона он в основном проигрывал в первом же раунде на турнирах в туре и осенью потерял место в первой сотне рейтинга.
В 2019 году Сугита из-за низкого рейтинга в основном играл на турнирах младшей серии «челленджер». На Уимблдоне он единственный раз в году прошёл через квалификацию в основную сетку серии Большого шлема, где в первом же раунде встретился с Рафаэлем Надалем, проиграв именитому сопернику все три сета. Летом он смог выиграть два «челленджера», а в октябре смог выйти в полуфинал на турнире основного тура в Стокгольме, попав туда через квалификацию.
На старте сезона 2020 года Сугита вновь вернулся в топ-100 и без отбора сыграл на Открытом чемпионате Австралии, доиграв там до второго раунда. В феврале он сыграл в четвертьфинале турнира в Пуне. Далее японца преследовали неудачи и надолго покинул топ-100. В 2022 году после пропусков большого количества соревнований он в рейтинге опустился за пределы первой тысячи.

## Рейтинг на конец года
| Год  | Одиночный рейтинг | Парный рейтинг |
| 2021 | 161               | 1 043          |
| 2020 | 102               | 1 014          |
| 2019 | 103               |                |
| 2018 | 145               |                |
| 2017 | 40                | 597            |
| 2016 | 112               | 646            |
| 2015 | 126               | 1 275          |
| 2014 | 131               | 459            |
| 2013 | 170               | 737            |
| 2012 | 117               | 607            |
| 2011 | 235               | 698            |
| 2010 | 180               | 448            |
| 2009 | 299               | 745            |
| 2008 | 341               | 1 108          |
| 2007 | 1 006             | 790            |
| 2006 | 498               | 1 360          |
| 2006 | 1 497             |                |

## Выступления на турнирах

### Финалы турнировATPв одиночном разряде (1)

#### Победы (1)
| Легенда                     |
| --------------------------- |
| Турниры Большого шлема (0*) |
| Итоговый турнир ATP (0)     |
| ATP Мастерс 1000 (0)        |
| АТР 500 (0)                 |
| АТР 250 (1)                 |

| Титулы по покрытиям | Титулы по месту проведения матчей турнира |
| ------------------- | ----------------------------------------- |
| Хард (0*)           | Зал (0)                                   |
| Грунт (0)           | Зал (0)                                   |
| Трава (1)           | Открытый воздух (1)                       |
| Ковёр (0)           | Открытый воздух (1)                       |

* количество побед в одиночном разряде.
| №  | Дата        | Турнир          | Покрытие | Соперник в финале | Счёт       |
| 1. | 1 июля 2017 | Анталья, Турция | Трава    | Адриан Маннарино  | 6-1 7-6(4) |

### Финалы челленджеров и фьючерсов в одиночном разряде (36)

#### Победы (23)
| Титулы            |
| Челленджеры (11*) |
| Фьючерсы (12)     |

| Титулы по покрытиям | Титулы по месту проведения матчей турнира |
| ------------------- | ----------------------------------------- |
| Хард (17*)          | Зал (2)                                   |
| Грунт (1)           | Зал (2)                                   |
| Трава (1)           | Открытый воздух (21)                      |
| Ковёр (4)           | Открытый воздух (21)                      |

* количество побед в одиночном разряде.
| №   | Дата             | Турнир                   | Покрытие | Соперник в финале        | Счёт           |
| 1.  | 17 сентября 2006 | Осака, Япония            | Ковёр    | Ли Синьхань              | 6-2 6-3        |
| 2.  | 29 июня 2008     | Акисима, Япония          | Ковёр    | Тасуку Ивами             | 6-3 4-6 6-3    |
| 3.  | 6 июля 2008      | Токио, Япония            | Хард     | Тасуку Ивами             | 3-6 6-0 7-5    |
| 4.  | 3 августа 2008   | Джакарта, Индонезия      | Хард     | Ким Ён Джун              | 6-1 6-0        |
| 5.  | 10 августа 2008  | Баликпапан, Индонезия    | Хард     | Бернард Томич            | 6-3 6-7(6) 6-3 |
| 6.  | 26 октября 2008  | Токио, Япония            | Хард     | Хироки Мория             | 6-2 7-5        |
| 7.  | 5 июля 2009      | Саппоро, Япония          | Ковёр    | Юити Ито                 | 6-3 7-5        |
| 8.  | 25 октября 2009  | Иокогама, Япония         | Грунт    | Камил Чапкович           | 6-4 6-3        |
| 9.  | 14 марта 2010    | Киото, Япония            | Ковёр(i) | Мэттью Эбден             | 4-6 6-4 6-1    |
| 10. | 13 ноября 2010   | Кхонкэн, Таиланд         | Хард     | Арата Онозава            | 6-4 6-2        |
| 11. | 20 ноября 2010   | Нонтхабури, Таиланд      | Хард     | Роко Каранушич           | 6-4 6-1        |
| 12. | 7 июля 2012      | Джакарта, Индонезия      | Хард     | Чэнь Ти                  | 6-2 7-5        |
| 13. | 14 октября 2012  | Касива, Япония           | Хард     | Лим Ён Гю                | 7-6(2) 6-2     |
| 14. | 8 сентября 2013  | Шанхай, Китай            | Хард     | Хироки Мория             | 6-3 6-3        |
| 15. | 25 октября 2014  | Пуна, Индия              | Хард     | Адриан Менендес-Масейрас | 6-7(1) 6-4 6-4 |
| 16. | 6 сентября 2015  | Бангкок, Таиланд         | Хард     | Марко Трунгеллити        | 6-4 6-2        |
| 17. | 8 ноября 2015    | Хуахин, Таиланд          | Хард     | Стефан Робер             | 6-2 1-6 6-3    |
| 18. | 28 февраля 2016  | Киото, Япония            | Хард(i)  | Чжан Цзэ                 | 5-7 6-3 6-4    |
| 19. | 5 марта 2017     | Иокогама, Япония         | Хард     | Квон Сунво               | 6-4 2-6 7-6(2) |
| 20. | 19 марта 2017    | Шэньчжэнь, Китай         | Хард     | Блаж Кавчич              | 7-6(6) 6-4     |
| 21. | 11 июня 2017     | Сербитон, Великобритания | Трава    | Джордан Томпсон          | 7-6(7) 7-6(8)  |
| 22. | 28 июля 2019     | Бингемтон, США           | Хард     | Жуан Менезес             | 7-6(2) 1-6 6-2 |
| 23. | 11 августа 2019  | Йоккаити, Япония         | Хард     | Джеймс Дакворт           | 3-6 6-3 7-6(1) |

#### Поражения (13)
| №   | Дата             | Турнир                 | Покрытие | Соперник в финале  | Счёт           |
| 1.  | 25 июня 2006     | Кусацу, Япония         | Ковёр    | Сатоси Ивабути     | 5-7 2-6        |
| 2.  | 24 сентября 2006 | Саппоро, Япония        | Ковёр    | Джеймс Пейд        | 6-4 3-6 4-6    |
| 3.  | 22 марта 2009    | Токио, Япония          | Хард     | И Чухуань          | 2-6 7-6(1) 5-7 |
| 4.  | 5 апреля 2009    | Кофу, Япония           | Хард     | Ан Джэсон          | 7-5 4-6 6-7(5) |
| 5.  | 28 ноября 2010   | Тоёта, Япония          | Ковёр(i) | Тацума Ито         | 4-6 2-6        |
| 6.  | 2 сентября 2012  | Бангкок, Таиланд       | Хард     | Дуди Села          | 1-6 5-7        |
| 7.  | 28 октября 2012  | Сеул, Южная Корея      | Хард     | Лу Яньсюнь         | 3-6 6-7(4)     |
| 8.  | 24 ноября 2013   | Тоёта, Япония          | Ковёр(i) | Мэттью Эбден       | 3-6 2-6        |
| 9.  | 2 марта 2014     | Гуанчжоу, Китай        | Хард     | Блаж Рола          | 7-6(4) 4-6 3-6 |
| 10. | 12 апреля 2015   | Сен-Бриё, Франция      | Хард(i)  | Николя Маю         | 6-3 6-7(3) 4-6 |
| 11. | 4 августа 2019   | Чэнду, Китай           | Хард     | Чон Хён            | 4-6 3-6        |
| 12. | 10 ноября 2019   | Кобе, Япония           | Хард(i)  | Ёсукэ Ватануки     | 2-6 4-6        |
| 13. | 12 января 2020   | Нумеа, Новая Каледония | Хард     | Джеффри Джон Вольф | 2-6 2-6        |

### Финалы челленджеров и фьючерсов в парном разряде (2)

#### Поражения (2)
| №  | Дата             | Турнир           | Покрытие | Партнёр          | Соперники в финале                  | Счёт    |
| 1. | 25 сентября 2010 | Бангкок, Таиланд | Хард     | Фредерик Нильсен | Санчай Ративатана Сончат Ративатана | 3-6 5-7 |
| 2. | 8 января 2017    | Бангкок, Таиланд | Хард     | У Ди             | Грегуар Баррер Жонатан Эйссерик     | 3-6 2-6 |